# نغوين هونغ سون (لاعب كرة قدم)
نغوين هونغ سون هو لاعب كرة قدم فيتنامي في مركز الوسط، ولد في 20 أكتوبر 2000 في محافظة كوانغ بنه في فيتنام. لعب مع نادي هانوي.